# Diocesi di Ipagro
La diocesi di Ipagro (in latino: Dioecesis Epagrensis) è una sede soppressa e sede titolare della Chiesa cattolica.

## Storia
Ipagro, corrispondente all'odierna città spagnola di Aguilar de la Frontera, fu sede di un'antica diocesi della Spagna, suffraganea dell'arcidiocesi di Siviglia.
Dal 1969 Ipagro è annoverata tra le sedi vescovili titolari della Chiesa cattolica; dal 9 settembre 2022 il vescovo titolare è Mario Héctor Robles, vescovo ausiliare di San Juan de Cuyo.

## Cronotassi

### Vescovi
- Simagine † (menzionato nel concilio di Elvira)
- Recafredo † (menzionato nell'839)

### Vescovi titolari
- Malcolm Angus MacEachern † (24 febbraio 1970 - 23 novembre 1970 dimesso)
- James Patrick Mahoney † (25 luglio 1972 - 1º giugno 2002 deceduto)
- Eduardo Horacio García (21 giugno 2003 - 6 novembre 2014 nominato vescovo di San Justo)
- Luis Javier Argüello García (14 aprile 2016 - 17 giugno 2022 nominato arcivescovo di Valladolid)
- Mario Héctor Robles, dal 9 settembre 2022